# Torre Maura

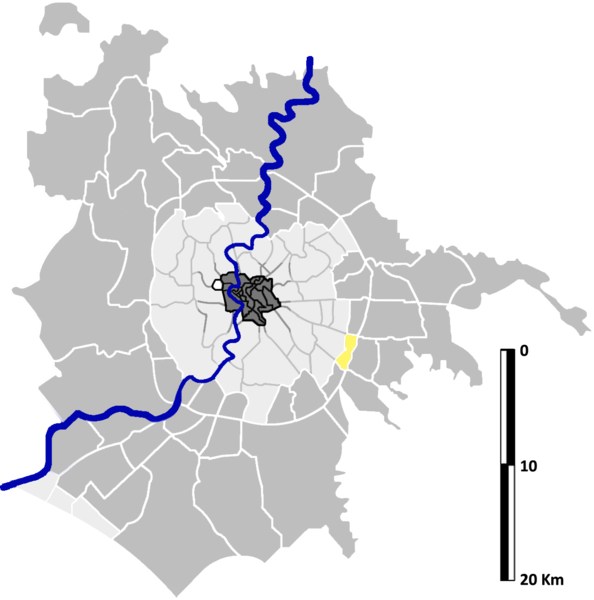
Lage von Torre Maura in Rom

Torre Maura bezeichnet die 15. Zone, abgekürzt als Z.XV, der italienischen Hauptstadt Rom. Im Gegensatz zu den Rioni, Quartieri und Suburbi sind es die ländlicheren Gebiete von Rom. Sie gehört zum Municipio VI sowie VII und  zählt 23.453 Einwohner (2016). Sie befindet sich im Osten der Stadt innerhalb der römischen Ringautobahn A90 und hat eine Fläche von 3,3349 km².

## Geschichte
Torre Maura wurde am 13. September 1961 durch Beschluss des Commissario Straordinario gegründet. Damals wurde der Ager Romanus in 59 Zonen geteilt, denen eine römische Zahl zugeteilt und ein Z vorgestellt wurde. Davon wurden sechs an die neugegründete Gemeinde Fiumicino komplett ausgegliedert und drei weitere teilweise.

## Besondere Orte
- Santi Gioacchino ed Anna al Tuscolano